# مغزلية (بكتيريا)
المغزلية (الاسم العلمي: Fusobacterium) هي جنس من البكتيريا يتبع الفصيلة المغزلاوية من رتبة المغزليات.

## أنواع بكتيريا المغزلية
- مغزلية الكلاب والقطط (الاسم العلمي:Fusobacterium canifelinum)
- مغزلية خيلية (الاسم العلمي:Fusobacterium equinum)
- مغزلية المشكلة للقنيدات (الاسم العلمي:Fusobacterium gonidiaformans)
- مغزلية مميتة (الاسم العلمي:Fusobacterium mortiferum)
- مغزلية زورقية (الاسم العلمي:Fusobacterium naviforme)
- مغزلية منخرة (الاسم العلمي:Fusobacterium necrogenes)
- مغزلية ناخرة (الاسم العلمي:Fusobacterium necrophorum)
- مغزلية منواة (الاسم العلمي:Fusobacterium nucleatum)
- مغزلية منتنة (الاسم العلمي:Fusobacterium perfoetens)
- مغزلية دواعم الضرس (الاسم العلمي:Fusobacterium periodonticum)
- مغزلية روس (الاسم العلمي:Fusobacterium russii)
- مغزلية السعادين (الاسم العلمي:Fusobacterium simiae)
- مغزلية مقرحة (الاسم العلمي:Fusobacterium ulcerans)
- مغزلية متغيرة (الاسم العلمي:Fusobacterium varium)
- مغزلية الثلم اللثوي (الاسم العلمي:Fusobacterium sulci)
- مغزلية ثلمية (الاسم العلمي:Fusobacterium alocis)